# 西高辻信厳
西高辻信厳（にしたかつじ のぶかね、1846年11月8日〈弘化3年9月20日〉 - 1899年〈明治32年〉1月29日）は明治時代の華族、神職。少納言高辻以長の4男。男爵。
筑前国太宰府の延寿王院で出家、1868年（慶応4年）還俗して西高辻家をたてる。のち太宰府神社の宮司をつとめた。